# للیچ
للیچ (به صربی: Lelić) یک منطقهٔ مسکونی در صربستان است که در Valjevo Municipality واقع شده‌است. للیچ ۵۶۸ نفر جمعیت دارد.